# Рагнар Янссон
Рагнар Янссон (фін. Ragnar Jansson, 1 жовтня 1908 — 9 вересня 1977) — фінський яхтсмен.
Бронзовий призер Олімпійських Ігор 1952 року в класі 6 метрів, учасник 1948 року.